# Amalia von Hatzfeld
Amalia von Hatzfeld (1560 – 23 de septiembre de 1628) fue una condesa sueca. Fue gobernadora de Raseborg entre 1600 y 1607. Amalia von Hatzfeld nació de Vilhelm von Hatzfeld y Sibylla von Rodenhausen. Antes de su matrimonio, sirvió como dama de honor de la princesa María del Palatinado. En 1592, se casó con el conde Mauritz Stensson Leijonhufvud. Se convirtió en la madre de Ebba Mauritzdotter Leijonhufvud. Después de la muerte de su esposo en 1600, la corona le devolvió el condado de Raseborg en Finlandia, que había sido confiscado a su esposo. Lo administró como gobernadora hasta 1607, cuando lo vendió al sobrino de su difunto esposo, Sten.